# Nekonkurentna inhibicija
Nekonkurentna inhibicija (nekompetitivna inhibicija, anti-kompetitivna inhibicija, se javlja kad se enzimski inhibitor vezuje jedino za kompleks enzima i supstrata (E-S kompleks).
Dok je za nekonkurentnu inhibiciju neophodno da je formiran kompleks enzima i supstrata, beskonkurentna inhibicija se može javiti u prisustvu ili odsustvu supstrata.

## Mehanizmi
Redukcija efektivne koncentracije E-S kompleksa povišava pojavni afinitet enzima za supstrat putem Le Šateljeovog principa (Km se snižava) i umanjuje se maksimum enzimske aktivnosti (Vmax), pošto je potrebno više vremena da bi supstrat ili produkt napustili aktivno mesto. Nekonkurentna inhibicija je najefektivnija pri visokim koncentracijama supstrata. 

## Matematička definicija
Lajnviver-Burkova jednačina glasi:
{\displaystyle \ {\frac {1}{v}}={\frac {K_{m}}{V_{max}[S]}}+{1 \over V_{\max }}}
Gde je v inicijalna brzina reakcije, Km je Mihaelis-Mentenova konstanta, Vmax je maksimalna brzina reakcije, i [S] je koncentracija supstrata.
Lajnviver-Burk dijagram za nekompetitivni inhibitor proizvodi liniju koja je paralelna sa originalnom linijom odnosa enzima i supstrats, ali sa većim y-presekom, usled prisustva inhibicionog člana {\displaystyle \ {\frac {[I]}{K_{i}}}}:
{\displaystyle \ {\frac {1}{v}}={\frac {K_{m}}{V_{max}[S]}}+{\frac {1+{\frac {[I]}{K_{i}}}}{V_{max}}}}
Gde je [I] koncentracija inhibitora, a Ki je konstanta inhibicije koja je karakteristična za inhibitor.